# إفرايم بورتر فيلت
إفرايم بورتر فيلت (بالإنجليزية: Ephraim Porter Felt)‏ هو عالم حشرات أمريكي، ولد في 7 يناير 1868 في سالم في الولايات المتحدة، وتوفي في 14 ديسمبر 1943.